# Bolina (mitología)
En la mitología griega, Bolina (Βολίνα) era una ninfa. Según Pausanias, Bolina era una doncella mortal de Acaya. Era amada por el dios Apolo, y cuando intentó acercarse a ella, Bolina huyó y se arrojó al mar para escapar de su cortejo. Entonces Apolo la hizo inmortal. En el lugar donde Bolina cayó al mar, fue fundada la ciudad homónima de Bolina.